# Liste der Gemeinden in Ontario
Diese Liste führt die Gemeinden in der kanadischen Provinz Ontario auf. Es gibt 444 Gemeinden (Stand: 1. Januar 2021), die auf verschiedene Arten gegliedert sind. Der Unterschied liegt im Umfang der öffentlichen Dienstleistungen, die angeboten werden. Rechtsgrundlage für die Organisation der Gemeinden ist der Municipal Act, 2001 (Municipal Act, 2001, S.O. 2001, c. 25).
- Einstufige Gemeinden (single-tier municipalities) unterstehen keiner übergeordneten Einheit und haben auch keine untergeordnete Einheiten (zu denen als Untergruppe auch die separated municipalities (abgetrennte Gemeinden) gehören)
- Regionalgemeinden (regional municipalities) sind Zusammenschlüsse städtischer Gebiete ohne dominierendes Zentrum, deren Teilgemeinden einzelne Aufgaben wahrnehmen
- Gemeinden in Countys geben einzelne Verwaltungsaufgaben an die übergeordneten Countys ab
- Gemeinden in Distrikten geben die Mehrzahl der Verwaltungsaufgaben an die übergeordneten Distrikte ab

E: Einstufige Gemeinde – R: Regionalgemeinde – RT: Regionale Teilgemeinde – C: County-Gemeinde – D: Distrikt-Gemeinde

## A
- Addington Highlands (C)
- Adelaide-Metcalfe (C)
- Adjala-Tosorontio (C)
- Admaston/Bromley (C)
- Ajax (RT)
- Alberton (D)
- Alfred and Plantagenet (C)
- Algonquin Highlands (C)
- Alnwick/Haldimand (C)
- Amaranth (C)
- Amherstburg (C)
- Armour (D)
- Armstrong (D)
- Arnprior (C)
- Arran-Elderslie (C)
- Ashfield-Colborne-Wawanosh (C)
- Asphodel-Norwood (C)
- Assiginack (D)
- Athens (C)
- Atikokan (D)
- Augusta (C)
- Aurora (RT)
- Aylmer (C)

## B
- Baldwin (D)
- Bancroft (C)
- Barrie (C)
- Bayham (C)
- Beckwith (C)
- Belleville (C)
- Billings (D)
- Black River-Matheson (D)
- Blandford-Blenheim (RT)
- Blind River (Ort in Ontario) (D)
- Bluewater (C)
- Bonfield (D)
- Bonnechere Valley (C)
- Bracebridge (RT)
- Bradford West Gwillimbury (C)
- Brampton (RT)
- Brant (E)
- Brantford (R)
- Brethour (D)
- Brighton (C)
- Brock (RT)
- Brockton (C)
- Brockville (C)
- Brooke-Alvinston (C)
- Bruce Mines (D)
- Brudenell, Lyndoch and Raglan (C)
- Burk's Falls (D)
- Burlington (RT)
- Burpee and Mills (D)

## C
- Caledon (RT)
- Callander (D)
- Calvin (D)
- Cambridge (RT)
- Carleton Place (C)
- Carling (D)
- Carlow/Mayo (C)
- Casey (D)
- Casselman (C)
- Cavan Monaghan (C)
- Central Elgin (C)
- Central Frontenac (C)
- Central Huron (C)
- Central Manitoulin (D)
- Centre Hastings (C)
- Centre Wellington (C)
- Chamberlain (D)
- Champlain (C)
- Chapleau (D)
- Chapple (D)
- Charlton and Dack (D)
- Chatham-Kent (E)
- Chatsworth (C)
- Chisholm (D)
- Clarence-Rockland (C)
- Clarington (RT)
- Clearview (C)
- Cobalt (D)
- Cobourg (C)
- Cochrane (D)
- Cockburn Island (D)
- Coleman (D)
- Collingwood (C)
- Conmee (D)
- Cornwall (C)
- Cramahe (C)

## D
- Dawn-Euphemia (C)
- Dawson (D)
- Deep River (C)
- Deseronto (C)
- Dorion (D)
- Douro-Dummer (C)
- Drummond/North Elmsley (C)
- Dryden (D)
- Dubreuilville (D)
- Durham (R)
- Dutton/Dunwich (C)
- Dysart et al (C)

## E
- Ear Falls (D)
- East Ferris (D)
- East Garafraxa (C)
- East Gwillimbury (RT)
- East Hawkesbury (C)
- East Luther Grand Valley (C)
- East Zorra-Tavistock (RT)
- Edwardsburgh/Cardinal (C)
- Elizabethtown-Kitley (C)
- Elliot Lake (D)
- Emo (R)
- Englehart (R)
- Enniskillen (C)
- Erin (C)
- Espanola (D)
- Essa (C)
- Essex (C)
- Evanturel (D)

## F
- Faraday (C)
- Fauquier-Strickland (D)
- Fort Erie (RT)
- Fort Frances (D)
- French River (R)
- Front of Yonge (C)
- Frontenac Islands (C)

## G
- Gananoque (C)
- Gauthier (D)
- Georgian Bay (D)
- Georgian Bluffs (C)
- Georgina (RT)
- Gillies (D)
- Goderich (C)
- Gordon/Barrie Island (D)
- Gore Bay (D)
- Gravenhurst (RT)
- Greater Madawaska (C)
- Greater Napanee (C)
- Greater Sudbury (E)
- Greenstone (D)
- Grey Highlands (C)
- Grimsby (RT)
- Guelph (C)
- Guelph/Eramosa (C)

## H
- Haldimand County (E)
- Halton (R)
- Halton Hills (RT)
- Hamilton (E)
- Hamilton Township (C)
- Hanover (C)
- Harley (D)
- Harris (D)
- Hastings Highlands (C)
- Havelock-Belmont-Methuen (C)
- Hawkesbury (C)
- Head, Clara and Maria (C)
- Hearst (D)
- Highlands East (C)
- Hilliard (D)
- Hilton (D)
- Hilton Beach (D)
- Hornepayne (D)
- Horton (C)
- Howick (C)
- Hudson (D)
- Huntsville (RT)
- Huron East (C)
- Huron Shores (D)
- Huron-Kinloss (C)

## I
- Ingersoll (RT)
- Innisfil (C)
- Iroquois Falls (D)

## J
- James (D)
- Jocelyn (D)
- Johnson (D)
- Joly (D)

## K
- Kapuskasing (D)
- Kawartha Lakes (E)
- Kearney (D)
- Kenora (D)
- Kerns (D)
- Killaloe, Hagarty and Richards (C)
- Killarney (D)
- Kincardine (Ontario) (C)
- King (RT)
- Kingston (C)
- Kingsville (C)
- Kirkland Lake (D)
- Kitchener (RT)

## L
- La Vallee (D)
- LaSalle (C)
- Laird (D)
- Lake of Bays (RT)
- Lake of the Woods (D)
- Lakeshore (C)
- Lambton Shores (C)
- Lanark Highlands (C)
- Larder Lake (D)
- Latchford (D)
- Laurentian Hills (C)
- Laurentian Valley (C)
- Leamington (C)
- Leeds and the Thousand Islands (C)
- Limerick (C)
- Lincoln (RT)
- London (C)
- Loyalist (C)
- Lucan Biddulph (C)

## M
- Macdonald, Meredith and Aberdeen Additional (D)
- Machar (D)
- Machin (D)
- Madawaska Valley (C)
- Madoc (C)
- Magnetawan (D)
- Malahide (C)
- Manitouwadge (D)
- Mapleton (C)
- Marathon (D)
- Markham (RT)
- Markstay-Warren (D)
- Marmora and Lake (C)
- Matachewan (D)
- Mattawa (D)
- Mattawan (D)
- Mattice-Val Côté (D)
- McDougall (D)
- McGarry (D)
- McKellar (D)
- McMurrich/Monteith (D)
- McNab/Braeside (C)
- Meaford (C)
- Melancthon (C)
- Merrickville-Wolford (C)
- Middlesex Centre (C)
- Midland (C)
- Milton (RT)
- Minden Hills (C)
- Minto (C)
- Mississauga (RT)
- Mississippi Mills (C)
- Mono (C)
- Montague (C)
- Moonbeam (D)
- Moosonee (D)
- Morley (D)
- Morris-Turnberry (C)
- Mulmur (C)
- Muskoka (R)
- Muskoka Lakes (RT)

## N
- Nairn and Hyman (D)
- Neebing (D)
- New Tecumseth (C)
- Newbury (C)
- Newmarket (RT)
- Niagara (R)
- Niagara Falls (RT)
- Niagara-on-the-Lake (RT)
- Nipigon (D)
- Nipissing (D)
- Norfolk County (E)
- North Algona Wilberforce (C)
- North Bay
- North Dumfries (RT)
- North Dundas (C)
- North Frontenac (C)
- North Glengarry (C)
- North Grenville (C)
- North Huron (C)
- North Kawartha (C)
- North Middlesex (C)
- North Perth (C)
- North Stormont (C)
- Northeastern Manitoulin and The Islands (D)
- Northern Bruce Peninsula (C)
- Norwich (RT)

## O
- O’Connor (D)
- Oakville (RT)
- Oil Springs (C)
- Oliver Paipoonge (D)
- Opasatika (D)
- Orangeville (D)
- Orillia (C)
- Oro-Medonte (C)
- Oshawa (RT)
- Otonabee-South Monaghan (C)
- Ottawa (E)
- Owen Sound (C)
- Oxford County (R)

## P
- Papineau-Cameron (D)
- Parry Sound (D)
- Peel (R)
- Pelee (C)
- Pelham (RT)
- Pembroke (C)
- Penetanguishene (C)
- Perry (D)
- Perth (C)
- Perth East (C)
- Perth South (C)
- Petawawa (C)
- Peterborough (C)
- Petrolia (C)
- Pickering (RT)
- Pickle Lake (D)
- Plummer Additional (D)
- Plympton-Wyoming (C)
- Point Edward (C)
- Port Colborne (RT)
- Port Hope (C)
- Powassan (D)
- Prescott (C)
- Prince (D)
- Prince Edward County (E)
- Puslinch (C)

## Q
- Quinte West (C)

## R
- Rainy River (D)
- Ramara (C)
- Red Lake (D)
- Red Rock (D)
- Renfrew (C)
- Richmond Hill (RT)
- Rideau Lakes (C)
- Russell (C)
- Ryerson (D)

## S
- Sables-Spanish Rivers (D)
- Sarnia (C)
- Saugeen Shores (C)
- Sault Ste. Marie (D)
- Schreiber (D)
- Scugog (RT)
- Seguin (D)
- Selwyn (C)
- Severn (C)
- Shelburne (D)
- Shuniah (D)
- Sioux Lookout (D)
- Sioux Narrows-Nestor Falls (D)
- Smiths Falls (C)
- Smooth Rock Falls (D)
- South Algonquin (D)
- South Bruce (C)
- South Bruce Peninsula (C)
- South Dundas (C)
- South Frontenac (C)
- South Glengarry (C)
- South Huron (C)
- South River (D)
- South Stormont (C)
- South-West Oxford (RT)
- Southgate (C)
- Southwest Middlesex (C)
- Southwold (C)
- Spanish (D)
- Springwater (C)
- St. Catharines (RT)
- St. Clair (C)
- St. Joseph (D)
- St. Marys (C)
- St. Thomas (C)
- St.-Charles (D)
- Stirling-Rawdon (C)
- Stone Mills (C)
- Stratford (C)
- Strathroy-Caradoc (C)
- Strong (D)
- Sundridge (D)

## T
- Tarbutt and Tarbutt Additional (D)
- Tay (C)
- Tay Valley (C)
- Tecumseh (C)
- Tehkummah (D)
- Temagami (D)
- Temiskaming Shores (D)
- Terrace Bay (D)
- Thames Centre (C)
- The Archipelago (D)
- The Blue Mountains (C)
- The Nation (C)
- The North Shore (D)
- Thessalon (D)
- Thornloe (D)
- Thorold (RT)
- Thunder Bay (D)
- Tillsonburg (C)
- Timmins (D)
- Tiny (C)
- Toronto (E)
- Trent Lakes (C)
- Trent Hills (C)
- Tudor and Cashel (C)
- Tweed (C)
- Tyendinaga (C)

## U
- Uxbridge (RT)

## V
- Val Rita-Harty (D)
- Vaughan (RT)

## W
- Wainfleet (RT)
- Warwick (C)
- Wasaga Beach (C)
- Waterloo (R)
- Waterloo (City) (RT)
- Wawa (D)
- Welland (RT)
- Wellesley (RT)
- Wellington (C)
- Wellington North (C)
- West Elgin (C)
- West Grey (C)
- West Lincoln (RT)
- West Nipissing (D)
- West Perth (C)
- Westport (C)
- Whitby (RT)
- Whitchurch-Stouffville (RT)
- White River (D)
- Whitestone (D)
- Whitewater Region (C)
- Wilmot (RT)
- Windsor (C)
- Wollaston (C)
- Woodstock (RT)
- Woolwich (RT)

## Y
- York (R)

## Z
- Zorra (RT)

## Quelle
- List of Ontario municipalities - Ministry of Municipal Affairs and Housing (engl.)